# حسام الدين ميرازيق
حسام الدين ميرازيق (مواليد 23 مارس 2000) هو لاعب كرة قدم جزائري يلعب في خط الوسط في نادي شباب بلوزداد.
تخرج حسام الدين ميرازيق من مدرسة شباب وفاق سطيف. وبرز مع المنتخب الوطني الجزائري للمحليين في  كأس العرب 2021 في المواجهة التي فاز بها المنتخب الوطني أمام السودان برباعية وأيضا ضد لبنان
كما لعب أساسيا في المباراة النهائية ضد تونس

## روابط خارجية
- حسام الدين مريزق على موقع قاعدة بيانات كرة القدم.إي يو (الإنجليزية)
- حسام الدين مريزق على موقع ناشيونال فوتبول تيمز (الإنجليزية)
- حسام الدين مريزق على موقع Soccerway.com (الإنجليزية)